# Charles Somerset (4e duc de Beaufort)
Charles Noel Somerset, 4e duc de Beaufort, (12 septembre 1709 - 28 octobre 1756 est un noble et homme politique anglais.

## Biographie
Il est le fils cadet de Henry Somerset (2e duc de Beaufort) et de sa deuxième épouse, Rachel Noel et a fait ses études à la Winchester School et est diplômé de l'University College d'Oxford en 1727.
Comme son frère aîné, Henry Scudamore (3e duc de Beaufort), il était un grand conservateur et « un jacobite très déterminé et inébranlable ». Il fut élu au Parlement comme député pour le siège de sa famille dans le Monmouthshire en 1731, mais lors de l'élection suivante, il fut transféré à Monmouth et demeura député jusqu'à la mort de son frère en février 1745, date à laquelle il devint le 4e duc de Beaufort. Il adopta une ligne traditionnelle conservatrice au Parlement, qui consistait notamment à voter contre l'abrogation de la Test Act en 1736 ; cela démontre la complexité du mouvement jacobite anglais, qui était fermement anti-catholique, mais soutenait théoriquement une monarchie catholique.
Sous Robert Walpole les Whigs dominèrent l’époque, tandis que les conservateurs étaient exclus du pouvoir. En février 1742, Walpole est finalement évincé par une coalition de conservateurs, des Patriot Whigs opposés à sa politique étrangère et des membres du « Prince's Party », un groupe de jeunes politiciens, notamment William Pitt l'Ancien qui s'associe à Frédéric de Galles. Cependant, à la fureur de leurs alliés conservateurs, les Patriot Whigs conclurent un accord avec leurs collègues whig pour les exclure du nouveau gouvernement, tandis qu'en 1744, le chef conservateur, John Leveson-Gower (1er comte de Gower), rejoignit le soi-disant ministère de Broad Bottom et prend la direction du parti. Cependant, le gouvernement l'a simplement ignoré et a continué à traiter Gower comme le chef conservateur lors de la négociation de l'attribution de postes.
Le 3e duc avait été l'un de ceux qui avaient contacté le gouvernement français à la fin de 1742 pour lui demander de soutenir une invasion destinée à restaurer les Stuarts. Somerset lui-même (ou le 4e duc, comme il est devenu en février 1745) a également rejoint le projet, envoyant des assurances de soutien aux Français en août 1745, et faisant pression un mois plus tard « pour qu'un corps de troupes soit débarqué près de Londres ». Simon Fraser, Lord Lovat, exécuté pour sa part dans la rébellion déclara plus tard « si le duc de Beaufort n'avait pas promis de lever 12 000 £, il ne se serait pas préoccupé » mais comme de nombreux sympathisants jacobites aristocratiques, aucune mesure n'a été prise contre Beaufort.
Une des complexités de la politique du XVIIIe siècle était l'hostilité entre les monarques de Hanovre et leurs héritiers ; comme George II soutenait les Whigs, son fils Frederick, prince de Galles, se décrivait comme un conservateur, même si beaucoup d'entre eux étaient en principe jacobites. Comme le « programme » du prince équivalait en réalité à l'éviction des titulaires actuels, Beaufort accepta de le soutenir et, en mai 1749, Horace Walpole signala sa présence à une réunion « entre le parti du prince et les jacobites ». En septembre 1750, Beaufort et Lord Westmorland présidèrent conjointement à une réunion des jacobites anglais, organisée lors de la visite secrète de Charles Stuart à Londres en septembre 1750, qui marqua effectivement le dernier mouvement des jacobites.
Il est décédé le 28 octobre 1756 et a été enterré dans le caveau familial à Badminton, Gloucestershire ; un contemporain l'a décrit comme « un homme de sens, d'esprit et d'activité, irréprochable dans sa morale, mais discutable dans son pouvoir politique ».

## Famille
Le 1er mai 1740, il épousa Elizabeth Berkeley, sœur de Norborne Berkeley (4e baron Botetourt). Elizabeth est décédée le 9 avril 1799. Le couple a un fils et cinq filles :
1. Anne Somerset (11 mars 1741 - 18 mai 1763), épouse Charles Compton (7e comte de Northampton) le 13 septembre 1759
2. Elizabeth Somerset (12 mars 1742 - 7 mai 1760)
3. Henry Somerset (5e duc de Beaufort) (1744-1803), son héritier et son successeur
4. Rachel Somerset (août 1746 - mai 1747)
5. Henrietta Somerset (26 avril 1748 - 24 juillet 1770), mariée à Watkin Williams-Wynn (4e baronnet) le 6 avril 1769
6. Mary Isabella Somerset (1er août 1756 - 2 septembre 1831), épousa Charles Manners (4e duc de Rutland) le 26 décembre 1775